# Weihnachten bei den Maigrets
Weihnachten bei den Maigrets (französisch: Un Noël de Maigret) ist eine Kriminalerzählung des belgischen Schriftstellers Georges Simenon. Sie ist die umfangreichste Erzählung in der Reihe von insgesamt 75 Romanen und 28 Erzählungen um den Kriminalkommissar Maigret. Die Erzählung entstand vom 17. bis 20. Mai 1950 in Carmel-by-the-Sea und wurde im März 1951 als Titelgeschichte einer Sammlung von insgesamt drei Erzählungen im Pariser Verlag Presses de la Cité veröffentlicht. Die erste deutsche Übersetzung Maigret und der Weihnachtsmann von Hansjürgen Wille und Barbara Klau publizierte 1962 Kiepenheuer & Witsch. 1986 brachte der Diogenes Verlag eine Neuübersetzung von Hans-Joachim Hartstein unter dem Titel Maigrets Weihnachtsfest heraus. Von 1994 an erschien diese Fassung unter dem Titel Weihnachten mit Maigret in diversen Sammelbänden und Einzelpublikationen. Im Jahr 2018 veröffentlichte der Kampa Verlag die Übersetzung von Wille/Klau neu unter dem Titel Weihnachten bei den Maigrets.
Ausgerechnet an Weihnachten und ausgerechnet in seinem heimischen Umfeld am Boulevard Richard-Lenoir wird Kommissar Maigret von zwei Nachbarinnen um Ermittlungen gebeten. Zwar ist kein Verbrechen geschehen, doch ein kleines Mädchen will in der Nacht den Weihnachtsmann gesehen haben. Als Beweis kann sie eine teure Puppe vorzeigen, die ihr der nächtliche Besucher geschenkt habe, ehe er ebenso plötzlich wieder verschwunden sei wie er zuvor aufgetaucht war.

## Inhalt

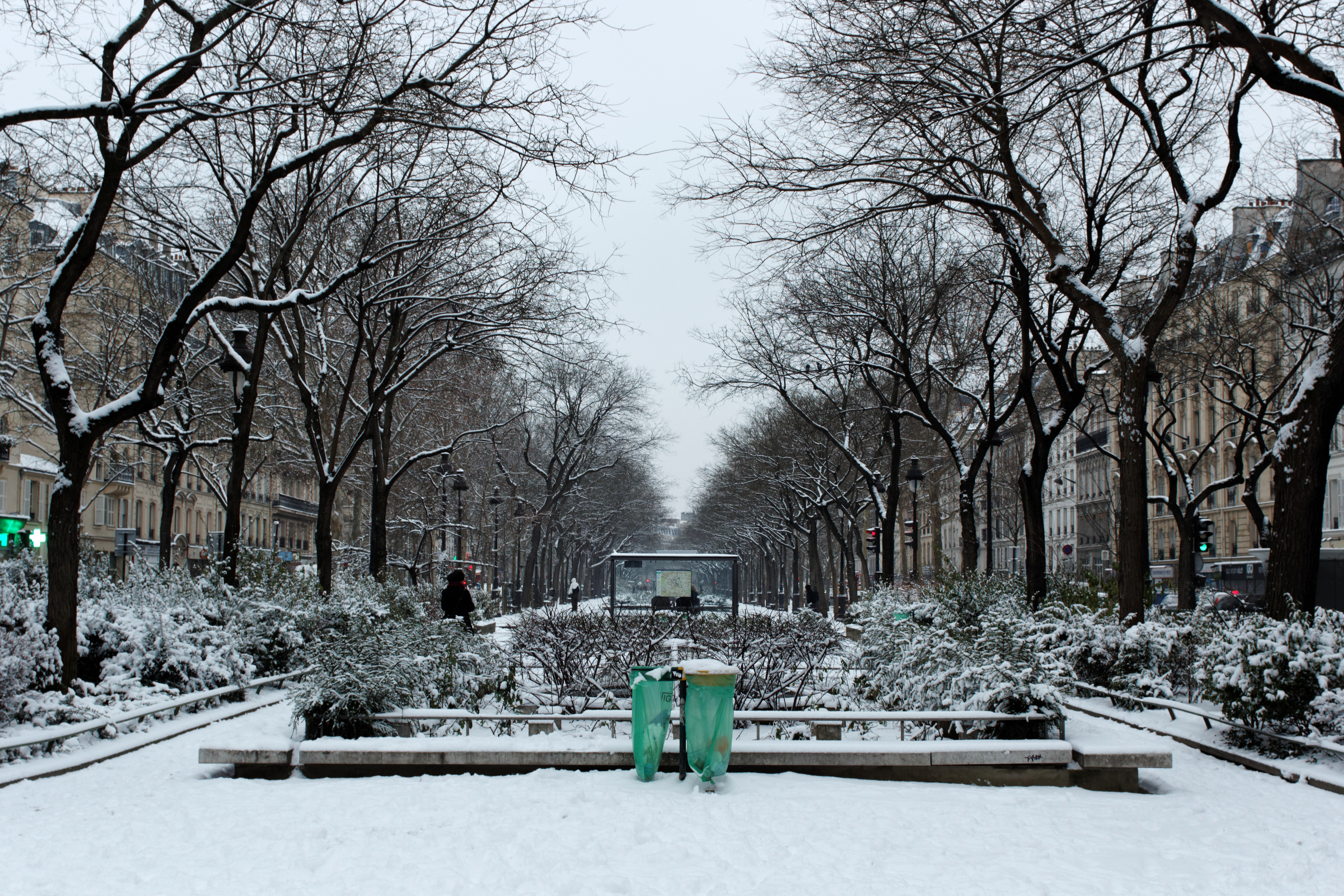
Boulevard Richard-Lenoir im Winter

Am Weihnachtsmorgen sitzt Kommissar Maigret mit seiner Frau beim Frühstück in seiner Wohnung am Boulevard Richard-Lenoir in Paris, als zwei Frauen die Straße überqueren, um ihn aufzusuchen. Es handelt sich um Madame Doncœur und Madame Martin aus dem Haus gegenüber, und offensichtlich muss Erstere, eine ältliche Jungfer und heimliche Verehrerin des Kommissars, ihre sich sträubende Nachbarin dazu drängen, Kommissar Maigret das seltsame Erlebnis ihrer Nichte Colette in der Weihnachtsnacht zu berichten.
Die 7-jährige Colette Martin ist Halbwaise. Ihre Mutter starb vor zwei Jahren bei einem Autounfall, den ihr Vater verschuldet hatte. Paul Martin wurde von dem Ereignis aus der Bahn geworfen; er begann zu trinken und hält sich mit Gelegenheitsjobs über Wasser. Colette lebt seither bei seinem Bruder Jean und dessen Frau Loraine. Der Handelsvertreter Jean musste den Heiligen Abend beruflich in Bergerac verbringen, Colette liegt seit Wochen mit gebrochenem Bein im Bett, und so waren es Madame Martin und ihre Nachbarin Madame Doncœur, die die Kleine am Weihnachtsmorgen bescheren wollten und von dieser mit einer unglaublichen Weihnachtsgeschichte empfangen wurden. Colette erzählte, dass der Weihnachtsmann mitten in der Nacht in ihrem Zimmer gewesen sei und dem Mädchen eine teure Puppe geschenkt habe. Der Mann habe den Finger auf den Mund gelegt, damit sie schweige, sich leise an den Dielen zu schaffen gemacht und anschließend die Wohnung der Martins wieder verlassen.
Während Madame Martin der Geschichte keine Bedeutung beimisst, ist die Puppe für Madame Doncœur Beweis genug, dass Colette tatsächlich nächtlichen Besuch eines kostümierten Mannes erhalten hat, und sie bittet Kommissar Maigret, sich der Sache anzunehmen. Dieser setzt seinen Inspektor Lucas, der sich im verlassenen Kommissariat am Quai des Orfèvres langweilt, auf den Vater an. Bald schon steht fest, dass sowohl Paul als auch Jean Martin in der Nacht nicht bei Colette gewesen sein konnten. Stattdessen berichtet das Mädchen dem Kommissar von einem anderen Mann, der ihrer Tante erst vor wenigen Tagen einen nächtlichen Besuch abgestattet habe, woraufhin es zu einer lautstarken Auseinandersetzung zwischen den beiden Erwachsenen gekommen sei.
Ungerührt geht Madame Martin am Weihnachtstag aus, vorgeblich um Einkäufe zu erledigen, doch Maigret findet bald heraus, dass sie in Wahrheit einen Koffer in der Gepäckaufbewahrung des Gare du Nord aufgegeben hat. Vor ihrer Ehe war Loraine bei dem Souvenirhändler Lorilleux angestellt, der heimlich erotische Bücher vertrieb und vor Jahren spurlos verschwand. Maigret vermutet, dass es sich bei dem Weihnachtsmann in Colettes Zimmer um ebenjenen Lorilleux handeln könnte, doch Madame Martin zeigt sich lange verstockt und verweigert die Aussage selbst dann noch, als Maigret sie mit zahlreichen Zeugen ihrer morgendlichen Spritztour konfrontiert. Erst als die Rückkehr ihres Mannes aus Bergerac unmittelbar bevorsteht und Maigret blufft, Lorilleux bereits in seinem Gewahrsam zu haben, gesteht sie.
Im Koffer am Bahnhof befindet sich das Geld eines Toten, Julien Boissy, der ein vermögender Kunde Lorilleux’ gewesen war und von diesem aus Geldgier ermordet wurde. Loraine gelang es, ihrem Chef Angst vor der polizeilichen Verfolgung zu machen, so dass dieser das geraubte Geld bei ihr deponierte und jahrelang in Belgien untertauchte. Erst vor wenigen Tagen war er zurückgekehrt und forderte die Beute ein, die er, nachdem Loraine die Herausgabe verweigert hatte, in der Weihnachtsnacht in Colettes Zimmer suchte. Nachdem Loraine Martin ihre Maske hat fallen lassen, zeigt sie sich als einzig am Geld interessierte Frau, die weder ihrem Mann noch ihrer Nichte familiäre Gefühle entgegenbringt. Nach ihrer Verhaftung bleiben die Brüder Martin alleine in der Wohnung zurück, während Maigret seiner kinderlosen Ehefrau das Geschenk macht, dem Mädchen für einige Tage ein Heim bieten zu dürfen. Doch so sehr diese Aussicht Madame Maigret beglückt, trauert sie bereits jetzt um die bevorstehende Trennung von dem Kind.

## Hintergrund
Weihnachten mit Maigret ist die letzte und gleichzeitig die umfangreichste der 28 Erzählungen, in deren Mittelpunkt der Pariser Kommissar Maigret steht. Sie liegt von ihrem Umfang her fast genau zwischen den 75 Maigret-Romanen, deren kürzester Maigrets Memoiren ist, und der längsten Kurzgeschichte Maigrets Pfeife, so dass sich Steve Trussel schwer damit tat, in welche Kategorie die Geschichte einzuordnen sei. Die Erzählung, die im winterlichen Paris spielt, schrieb Simenon zu einer ganz anderen Jahreszeit an einem weit entfernten Ort: Sie entstand im Mai 1950 als letzte Arbeit im kalifornischen Carmel-by-the-Sea. Im Juni ließ sich der Schriftsteller in Reno, Nevada, von seiner ersten Ehefrau scheiden und heiratete einen Tag später ein zweites Mal. Im September bezog er sein neues Quartier in Lakeville, Connecticut, wo er die folgenden fast fünf Jahre leben sollte, ehe es ihn wieder nach Europa zurückzog.
Im französischen Original erschien Un Noël de Maigret im März 1951 in einem Band mit zwei anderen längeren Kurzgeschichten: Sept petites croix dans un carnet (deutsch: Sieben Kreuzchen in einem Notizbuch) und Le Petit Restaurant des Ternes (deutsch: Das Restaurant an der Place des Ternes). Beides sind Non-Maigret-Erzählungen ohne den Pariser Kommissar. Sie haben jedoch mit Un Noël de Maigret gemeinsam, dass sie alle in Paris angesiedelt sind und zwischen Heilig Abend und dem ersten Weihnachtsfeiertag spielen. In der Folge erschien Weihnachten mit Maigret in diversen Sammelbänden gemeinsam mit anderen Erzählungen Simenons, so 2009 in der Diogenes-Kompilation Sämtliche Maigret-Geschichten. Die längste Maigret-Erzählung wurde jedoch auch immer wieder als eigenständige Publikation veröffentlicht.

## Interpretation
Aus einer einfachen Weihnachtsgeschichte baut Simenon laut Peter Foord über fünf Kapitel hinweg einen Kriminalfall auf, der an einem einzigen Tag, dem ersten Weihnachtsfeiertag, spielt und bei dem der Kommissar seinen heimischen Boulevard Richard-Lenoir nicht verlässt. Zum Auslöser der Handlung wird eine schüchterne ältere Nachbarin, die heimlich in den berühmten Kommissar verliebt ist. Dieser behandelt den Fall wie eine private Ermittlung, und seine Privatwohnung wird zum Büro, in dem alle Fäden zusammenlaufen. Zwar hält der Kommissar telefonischen Kontakt mit dem Kommissariat am Quai des Orfèvres und seinen Inspektoren Lucas und Torrence, doch es ist Madame Maigret, die von Anfang bis Ende des Falles an der Seite ihres Mannes verbleibt, was gemeinsam mit dem heimischen Handlungsort und der weihnachtlichen Jahreszeit für eine besondere Intimität der Geschichte sorgt.
Die Weihnachtszeit spielt in Simenons Werk immer wieder eine besondere Rolle. Für den Autor selbst verband sich die Jahreszeit mit nostalgischen Erinnerungen an seine Kindheit, der weihnachtlichen Einsamkeit in seinem ersten Jahr in Paris sowie den ausschweifenden Neujahrspartys, die der Schriftsteller auf dem Höhepunkt seines Ruhmes gab. Vor allem sei es für Simenon laut Murielle Wenger jedoch eine Zeit der Melancholie gewesen. Für Franz Schuh gibt Weihnachten mit Maigret Einblick in die spießigen Weihnachtsrituale der Kleinbürger, die von Pantoffeln und Morgenmantel bis zu immergleichen Weihnachtsgeschenken reichen: Während der Kommissar jedes Jahr eine Pfeife erhält, darf sich seine Gattin über eine neue Küchenmaschine freuen. Jedoch enttäuscht der fehlende Schnee die Erwartungen eines fünfzigjährigen Kommissars, der sich am Weihnachtsmorgen noch immer Schneefall wünscht wie ein kleines Kind.
Weihnachten ist aber auch die Zeit, in der Maigret und seiner Frau besonders ihre Kinderlosigkeit vor Augen geführt wird. Sie sind ein altgewordenes Ehepaar, das niemanden hat, den es verwöhnen kann. In Maigrets Memoiren und Maigret und der Mann auf der Bank wird angedeutet, dass ein Kind des Paares bei der Geburt verstarb. Seither ist die Kinderlosigkeit Madame Maigrets großer Kummer. In Weihnachten mit Maigret ist es nun wie ein weihnachtliches „Geschenk des Himmels“, dass die Maigrets vorübergehend die Pflege der mutterlosen Colette übernehmen dürfen, deren Vater unfähig ist, sich um sie zu kümmern, und deren kaltherzige Tante sie vernachlässigt hat. Zwar findet das Mädchen in keinem weiteren Fall des Kommissars mehr Erwähnung, doch in Maigrets Memoiren berichtet er: „Wir haben einmal eines bei uns aufgenommen, ein kleines Mädchen, dessen Mutter ich für den Rest des Lebens ins Gefängnis schickte. […] Dieses Mädchen besucht uns immer noch von Zeit zu Zeit. Sie ist jetzt erwachsen, und meine Frau genießt es immer, mit ihr zusammen nachmittags ihre Einkaufsrunde zu machen.“

## Rezeption
Welt und Wort fasst die Handlung zusammen: „Aus nächster Nachbarschaft beobachtet Maigret einen merkwürdigen Kriminalfall, der ihn über Weihnachten in Atem hält und ihn auch menschlich befriedigen kann“. Auch für den Leser ist Weihnachten mit Maigret laut Peter Foord mit der Einfachheit seiner Ursprungsidee und dem Aufbau der Handlung faszinierend und befriedigend. Murielle Wenger hält die „traurige und schöne Geschichte“ für eine der berührendsten Texte aus der Maigret-Serie, der die enge Beziehung zwischen dem Autor und seiner Romanfigur spüren lasse. Laut den Stuttgarter Nachrichten beschreibt Simenon „detailversessen das Interieur vom Morgenmantel bis zur Tabaksorte“. Für Franz Schuh stammt der „Einblick ins sehr humane und sehr spießige Leben zur Weihnachtszeit“ aus einer Zeit, in der „der Krimi noch in Ordnung war“.
Die Erzählung wurde viermal im Rahmen von Fernsehserien verfilmt. Die Hauptrollen spielten Rupert Davies in Maigret (Großbritannien, 1961), Gino Cervi (Italien, 1965), Jan Teulings (Niederlande, 1967) und Jean Richard in Les Enquêtes du commissaire Maigret (Frankreich, 1983). Im Jahr 1986 produzierte der ORF das Hörspiel Maigrets Weihnachtsfest unter der Regie von Klaus Gmeiner. Den Kommissar Maigret sprach Horst Christian Beckmann. In weiteren Rollen waren Hilde Mikulicz, Sonja Sutter, Brigitta Köhler und Karl Michael Vogler zu hören. 1997 las Edgar M. Böhlke die Erzählung für Schumm sprechende Bücher ein. 2006 veröffentlichte der Diogenes Verlag eine Lesung von Hans Korte. Laut den Stuttgarter Nachrichten ist Kortes Brummen und dezente Stimmenimitation das „beste Mittel gegen selbst gemachten Vorweihnachtsstress: aufs Sofa mit Tee und Gebäck, ausatmen und zuhören.“ Ein weiteres Hörbuch las Walter Kreye 2018 für den Audio Verlag ein.

## Ausgaben
- Georges Simenon: Un Noël de Maigret. Presses de la Cité, Paris 1951 (Erstausgabe).
- Georges Simenon: Maigret und der Weihnachtsmann. Übersetzung: Hansjürgen Wille, Barbara Klau. Kiepenheuer & Witsch, Köln 1962.
- Georges Simenon: Maigret und der Weihnachtsmann. Übersetzung: Hansjürgen Wille, Barbara Klau. Heyne, München 1972.
- Georges Simenon: Maigrets Weihnachtsfest. Übersetzung: Hans-Joachim Hartstein. In: Maigret-Geschichten. Diogenes, Zürich 1980, ISBN 3-257-00993-3.
- Georges Simenon: Weihnachten mit Maigret. Übersetzung: Hans-Joachim Hartstein. Zusammen mit Maigret und der Weinhändler und Maigret hat Skrupel. Diogenes, Zürich 1986, ISBN 3-257-00993-3.
- Georges Simenon: Weihnachten mit Maigret. Übersetzung: Hans-Joachim Hartstein. Diogenes, Zürich 1994, ISBN 3-257-22763-9.
- Georges Simenon: Weihnachten mit Maigret. Übersetzung: Hans-Joachim Hartstein. In: Sämtliche Maigret-Geschichten. Diogenes, Zürich 2009, ISBN 978-3-257-06682-1, S. 990–1078.
- Georges Simenon: Weihnachten bei den Maigrets. Übersetzung: Hansjürgen Wille, Barbara Klau. Kampa, Zürich 2018, ISBN 978-3-311-13094-9.